# Fahad Al-Ghesheyan
Fahad Al-Ghesheyan (1º agosto 1973) è un ex calciatore saudita, di ruolo attaccante.

## Carriera

### Club
Cresciuto nell'Al-Hilal, si trasferisce in prestito alla corte di Willem van Hanegem all'AZ Alkmaar. In 6 mesi disputa solo 9 partite in cui delude e non segna e quindi a fine stagione torna all'Al-Hilal. Nel 2001 conclude la sua carriera all'Al-Nassr di Riad.

### Nazionale
Ha partecipato al Campionato mondiale di calcio Under-20 1993 in Australia, scendendo in campo 2 volte.
Con la nazionale maggiore ha partecipato ai Mondiali del 1994 negli Stati Uniti, segnando al minuto '85 nella partita persa 3-1 contro la Svezia.
Nel 1995 gioca la partita persa 2-0 contro la Danimarca nella Confederations Cup giocata in Arabia Saudita.